# Лужа (река)
Лу́жа — река в Московской и большей частью Калужской областях России, правый приток Протвы.
Протекает по территории Износковского, Медынского, Малоярославецкого и Боровского районов.
Истоки — юго-западнее деревни Зенино. Один из них берёт начало из небольшого мохового болота в Можайском городском округе в полукилометре от границы двух областей.
Длина — 159 км, площадь бассейна — 1400 км². Питание преимущественно снеговое. Половодье в апреле — мае; размах колебаний уровня 6,1 м. Замерзает в ноябре, реже — в декабре, вскрывается в апреле. В низовьях реки — город Малоярославец.
Название реки связано с географическим термином лужа — «яма, заполненная водой; небольшое болотце; мокрое болотное место; залив реки; озерко; застойная вода».
По данным Государственного водного реестра России, относится к Окскому бассейновому округу. Речной бассейн — Ока, речной подбассейн — бассейны притоков Оки до впадения Мокши, водохозяйственный участок — Протва от истока до устья.

## Притоки
(расстояние от устья)
- 4,2 км: Городянка (лв)
- Легойка (пр)
- 14 км: Карыжа (пр)
- Тоденка (пр)
- Захарьевка (пр)
- 25 км: Перинка (пр)
- 39 км: Бобровка (лв)
- 56 км: Ксёма (лв)
- 73 км: Выпрейка (пр)
- Брюховская (пр)
- 85 км: Нига (пр)
- 103 км: Зазулинка (пр)
- Лавыженка (лв)
- Милешевка (лв)
- 132 км: без названия, у с. Никольского (лв)